# 朝はさわやか 工藤幸男のおはようおきなわ
朝はさわやか 工藤幸男のおはようおきなわは、ラジオ沖縄で月曜～金曜のに放送されていたラジオ番組。パーソナリティは工藤幸男アナウンサー。
1985年頃に工藤アナが降板して以降は、「朝はさわやか おはようおきなわ」となった。
その後、この放送枠は「いきいきワイド」→「フレッシュモーニング」（1991年10月開始）を経て、現在は「SPLASH!!!」（2012年10月開始）を放送中。

## タイムテーブル
- 07:10 お早うネットワーク
- 07:40 朝の歳時記
- 07:45 スクリーンヒットメロディー
- 07:50 ロイ・ジェームスのミスタースポーツ
- 08:00 モーニング大行進

| ラジオ沖縄 平日 7:05～9:00 | ラジオ沖縄 平日 7:05～9:00              | ラジオ沖縄 平日 7:05～9:00     |
| 前番組                     | 番組名                                  | 次番組                         |
| -------------------------- | --------------------------------------- | ------------------------------ |
| 不明                       | 朝はさわやか 工藤幸男のおはようおきなわ | ROKステーション いきいきワイド |